# Uruana
Uruana is een gemeente in de Braziliaanse deelstaat Goiás. De gemeente telt 14.115 inwoners (schatting 2009).

## Aangrenzende gemeenten
De gemeente grenst aan Carmo do Rio Verde, Heitoraí, Itaguaru, Jaraguá. Itapuranga, Rialma en Rianápolis.